# Kathryn Witt
Kathryn Witt est une actrice américaine, née le 30 novembre 1950 à Miami en (Floride).
Elle est surtout connue pour son rôle de Pamela Bellagio en 1978 dans la série télévisée Embarquement immédiat (Flying High).

## Carrière
- 1974 : Lenny : Kathie Witt
- 1974 : Les Anges gardiens (Freebie and the Bean)
- 1978 : Embarquement immédiat (Flying High) : Pam Bellagio
- 1981 : Looker : Tina Cassidy
- 1986 : Cocaine wars : Janet Meade
- 1987 : Demon of paradise : Annie
- 1983 : Star 80  : Robin
- 1993 : Philadelphia  : Melissa Benedict